# Junior Diaz (football, 2003)
Junior Diaz, né le 23 juillet 2003 à Saint-Herblain, est un footballeur franco-ivoirien qui évolue au poste de défenseur central au Stade brestois 29, en prêt de l'ESTAC Troyes.

## Biographie

### Débuts et formation
Junior Diaz, né le 23 juillet 2003 à Saint-Herblain, arrive au centre de formation du FC Nantes en 2012 à l'âge de neuf ans ou il évolue dans un premier temps dans toutes les catégories jeunes du club Nantais, puis avec l'équipe réserve en National 2 puis en National 3, où il dispute un total de vingt-six matchs pour deux buts.
Il dispute son premier match professionnel avec l'équipe première du FC Nantes, le 7 janvier 2023 lors d'une victoire deux buts à zéro des 32e de finale de Coupe de France contre l'AF Virois.
Le 30 août 2023, Junior Diaz prolonge avec Les Canaris jusqu'en 2027 avant d'être prêté au FC Annecy.

### Prêt au FC Annecy
Le 30 août 2023, il est prêté pour une saisons sans option d'achat au FC Annecy, en Ligue 2.
Le 26 septembre suivant, il effectue son premier match avec le FC Annecy lors d'une lourde défaite quatre buts à zéro contre l'AJ Auxerre remplacé par Thibault Delphis à la 79e minute.                     Il dispute un total de ving-deux matchs avec le club Haut-Savoyard.

### ESTAC Troyes
Le 8 août 2024, Junior Diaz est transférée à l'ESTAC Troyes pour 2,5 millions d'euros en provenance du FC Nantes, il paraphe un contrat allant jusqu'en 2029. 
Le 16 août, il effectue son premier match avec ES Troyes lors d'une défaite quatre à zéro contre l'EA Guingamp en Ligue 2 BKT.

Prêt au Stade Brestois 29
En juillet 2025 Junior Diaz devient le nouveau numéro 4 du Stade Brestois pour un prêt et découvrir l'élite du football français

### Parcours en sélection
Junior Diaz est international junior Ivoiren ayant joué pour la Côte d'Ivoire -23 ans depuis 2023 pour un total de cinq matchs joués.

## Palmarès

### En club
- FC Nantes U19
  - Champion de France d'U19 National en 2022